# يزن دهشان
يزن دهشان (13 يوليو 1990 -) لاعب كرة قدم أردني يلعب مع الأهلي.